# Wapen van Roer en Overmaas

Het wapen van Roer en Overmaas

Het wapen van Roer en Overmaas werd in 1983 per Koninklijk Besluit aan het Nederlands Limburgse waterschap Roer en Overmaas verleend. Het wapen is vrijwel gelijk aan het wapen van het waterschap Geleen- en Vlootbeek. Het wapen is ook overgenomen van het waterschap Geleen- en Vlootbeek.

## Blazoenering
De blazoenering luidt als volgt:
Doorsneden; I gedeeld; a in keel een geopende burcht met vier kantelen van goud, met een opgetrokken valdeur van sabel; b. in azuur een molenrad van zilver; II in zilver, schuingekruist, een hamer en een slegge, beide van goud en gaande over drie golvende palen van azuur, elk beladen met een keper van goud, die op de beide buitenste palen op het midden en die op de middelste op de top. Het schild gedekt met een gouden kroon van drie bladeren en twee parels.
Het wapen is horizontaal gedeeld. Het eerste deel bestaat uit twee vlakken, a is rood met daarop een gouden burcht met vier kantelen. Het hek, valdeur, is gedeeltelijk opgetrokken en zwart van kleur. In deel b een blauw veld met daarop een zilveren molenrad. De onderste helft van het wapen is van zilver met daarop drie blauwe, golvende palen. De drie palen hebben elk een gouden keper, de middelste helemaal bovenin en de buitenste twee ongeveer halverwege. Over de middelste paal en naastgelegen zilveren palen een schuinkruis geplaatste gouden hamer en een eveneens gouden slegge. Op het schild staat een gravenkroon.

## Geschiedenis
Het wapen bestaat uit elementen van voorgaande wapens.
- De burcht is afkomstig uit het eerste kwartier van het wapen van Vlootbeek;
- Het molenrad refereert aan de watermolens in de omgeving. De voorgangers van het waterschap hebben de rechten voor de watermolens in de omgeving af moeten kopen;
- De blauwe golvende palen symboliseren de beken die naar de Maas stromen. De gouden kepers in de beken stellen dammen voor die de voorgaande waterschappen hebben geplaatst om de waterstand te controleren;
- De hamer en slegge verwijzen naar de mijnbouw in de omgeving.

## Verwant wapen

Het wapen van De Vlootbeek
Het wapen van Geleen- en Vlootbeek

Aa en Maas ·
Amstel, Gooi en Vecht ·
Brabantse Delta ·
Delfland ·
De Dommel ·
Hollands Noorderkwartier ·
Hollandse Delta ·
Limburg ·
Hunze en Aa's ·
Noorderzijlvest ·
Rijnland ·
Rivierenland ·
Schieland en de Krimpenerwaard ·
De Stichtse Rijnlanden ·
Vallei en Veluwe ·
Vechtstromen · 
Fryslân